# Site archéologique de Kindoki
Le site archéologique de Kindoki est un site archéologique identifié en République démocratique du Congo, dans l'actuelle province du Kongo central, à proximité de la rivière Inkisi et du village de Mbanza-Nsundi, et fouillé en 2012-2013.
Le site, occupé à partir du XIVe siècle (comme le laisse penser la datation d'une céramique de fabrication locale), comprend des sépultures de défunts des XVIIIe et XIXe siècles, appartenant à l'élite du groupe Nsundi (sous-groupe kongo), avec différents objets de fabrication européenne et africaine (perles de verre produites à Venise et en Bavière, bijoux en or, sabres, mousquet). Les restes de huit hommes et deux femmes ont été identifiés.